# Youssef El-Arabi
Youssef El-Arabi, né le 3 février 1987 à Caen (Calvados, France), est un footballeur maroco-français qui représente l'équipe du Maroc au niveau international. Il évolue au poste d'attaquant au FC Nantes depuis 2025.

## Biographie

### Stade Malherbe Caen
Youssef El-Arabi naît à Caen de parents marocains originaires de Kelaat-M'Gouna. Il vit avec ses parents à Hérouville-Saint-Clair dans le quartier du Grand parc jusqu'à son départ pour l'Arabie saoudite en 2010.

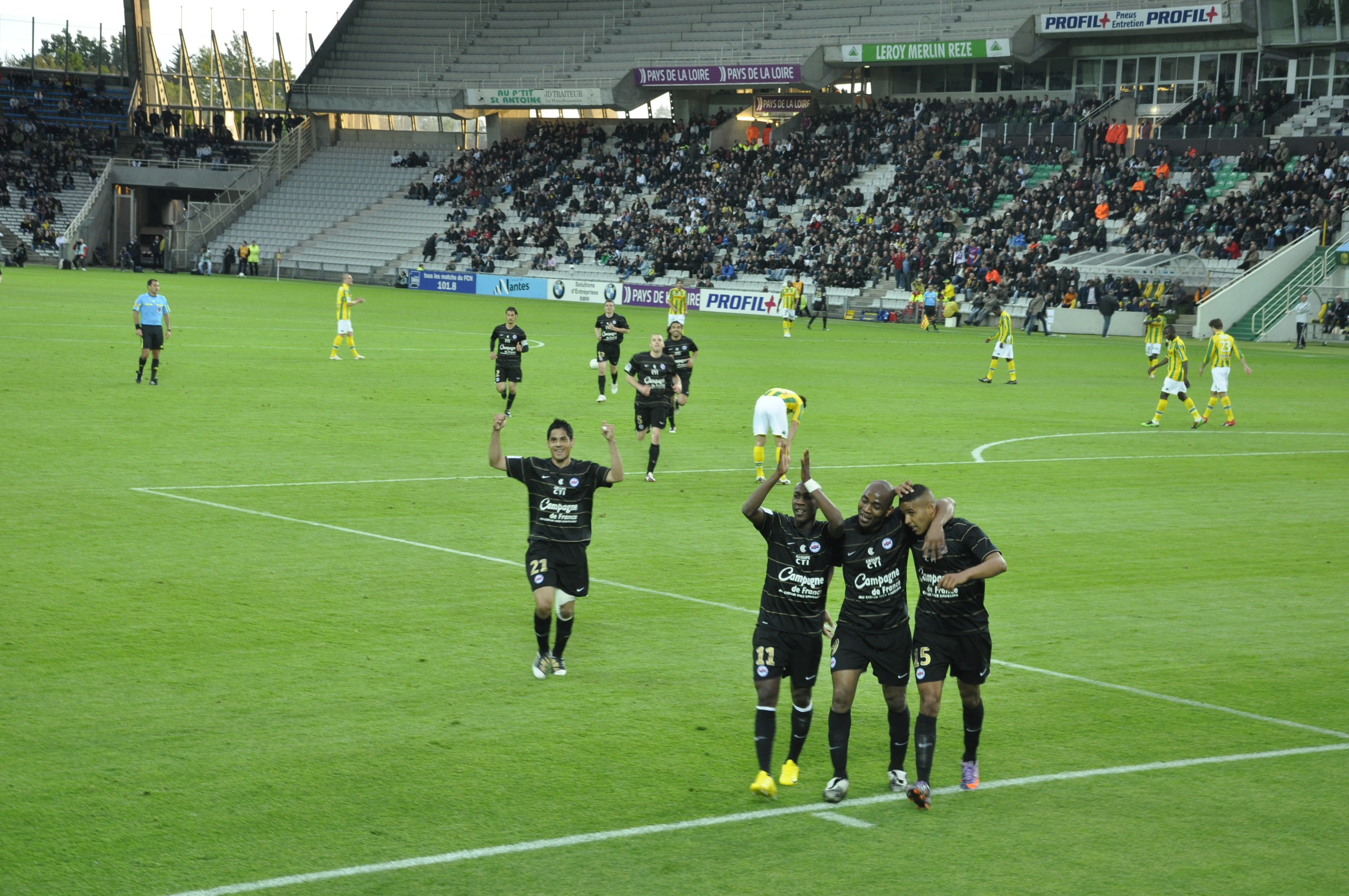
El-Arabi célébrant un but face à Nantes en 2010.

Youssef El-Arabi intègre le centre de formation du Stade Malherbe Caen, le club de la ville dont il est natif, en moins de 16 ans, mais n'y est pas conservé au bout de sa première année et doit retourner au SC Hérouville-Saint-Clair, dans la banlieue de Caen. En 2004, il est recruté par l'USON Mondeville, promu en CFA, où il reste trois saisons avant d'être rappelé par le Stade Malherbe. Après une saison en réserve, il intègre le groupe professionnel mais continue d'évoluer avec l'équipe B. Ses qualités techniques lui valent d'être sélectionné en équipe de France de futsal des moins de 21 ans début 2008. Il dispute son premier match de Ligue 1 le 20 décembre 2008 lors du match SM Caen - Olympique lyonnais (0-1). Il entre à la 77e minute en remplacement de Pablo Barzola.
La saison 2009-2010, en Ligue 2, est celle de son explosion au niveau professionnel. Le 14 août 2009, il marque son premier but professionnel contre le Sporting Club de Bastia et permet ainsi au Stade Malherbe de s'imposer 2-1 au stade Armand-Cesari. Il s'impose progressivement comme titulaire au sein de l'attaque caennaise. Il termine la saison en ayant inscrit treize buts (dont onze buts en championnat, ce qui en fait le meilleur buteur du club) et réalisé huit passes décisives.
Le 7 août 2010, lors de la première journée de championnat, il marque son premier but en Ligue 1 contre l'Olympique de Marseille et permet ainsi au Stade Malherbe de s'imposer 2-1 au Stade Vélodrome. Il marque de nouveau lors du match suivant, face à l'Olympique lyonnais. Questionné alors sur ses éventuelles futures sélections en équipe nationale, il fait part de sa préférence pour le Maroc, pays de ses parents. Quelques semaines plus tard, le 5 septembre 2010, il honore sa première sélection avec la sélection marocaine face à l'équipe de République centrafricaine (0-0) en remplaçant Mounir El Hamdaoui à la 65e minute. En club, son association en attaque avec, notamment, Romain Hamouma permet au Stade Malherbe de finir à la quinzième place et de se maintenir en Ligue 1. Il termine la saison avec 17 buts inscrits en championnat soit le troisième meilleur total de la saison derrière Moussa Sow et Kevin Gameiro (respectivement 25 et 22 buts).

### Al-Hilal
Ses nombreuses réalisations en championnat lui valent d'être approché par des clubs plus prestigieux, de sorte que le joueur annonce en avril son départ à la fin de la saison. Après plusieurs semaines de tractations, il est finalement recruté par Al-Hilal FC, champion en titre d'Arabie saoudite, dans le cadre d'un transfert évalué à 7,5 millions d'euros avec un salaire de 13 millions d'euros sur quatre ans. Ce choix de carrière est une surprise pour les observateurs.

### Granada CF
En juillet 2012, Youssef El-Arabi s'engage avec le Granada CF, équipe de première division espagnole pour quatre ans, avec un transfert de 5 millions d’euros qui à ce moment-là est le transfert le plus élevé de l'histoire du club.
El-Arabi inscrit son premier but avec le Granada CF contre Vitória Sport Clube, dans le cadre de la finale du trophée amicale Diputación. Il marque son premier but en Liga  le 21 octobre face au Real Saragosse lors d'une défaite deux buts à un.
Le 28 février 2016, il devient le meilleur buteur de Grenade en Liga en inscrivant l'unique but du match contre le Deportivo La Corogne.

### Lekhwiya SC, Al-Duhail Sports Club
Au mois de juillet 2016, El-Arabi signe en faveur du club qatari Lekhwiya SC. Une nouvelle fois, la décision du joueur est commentée par les médias qui voient en son départ au Qatar un gâchis de carrière pour un joueur qui aura été décisif en Liga.
El-Arabi remporte la Supercoupe du Qatar lors de son premier match pour Lekhwiya où il marque. Il se montre efficace dès ses débuts en championnat le 17 septembre 2016 en marquant le premier but de son équipe contre le Muaither SC. Au mois d'octobre, il s'offre un triplé contre Al Arabi SC. El-Arabi réalise deux autres triplés au cours de la saison. Le marocain poursuit sur sa lancée en enchaînant les buts, cumulant 24 réalisations en 18 rencontres de championnat. El-Arabi finit sa première saison au Qatar avec 28 buts en seulement 23 matchs. Lekhwiya est sacré champion du Qatar au mois d'avril. Fort de sa belle saison, il est le meilleur buteur de la Qatar Super League. En 2017, le club fusionne et change de nom redevenant Al-Duhail Sports Club.

### Olympiakos
Arrivé en début de saison à l’Olympiakos, El-Arabi a permis à son club d’arracher un repêchage en Ligue Europa. Pour le dernier match du vice-champion de Grèce contre l’Etoile rouge de Belgrade en Ligue des champions, le Marocain a inscrit un but capital dans les dernières minutes (1-0).
Avec un match nul et quatre défaites sur ses cinq premiers matches, l’Olympiakos n’a pas fait le poids dans la course aux huitièmes de finale de la Ligue des champions 2019-2020. Dans le groupe B, le Bayern Munich était bien trop fort (six matches, six victoires) et Tottenham a tenu son rang.
Grâce à El-Arabi, l’Olympiakos arrache la victoire (1-0) qui lui permet de souffler in extremis la troisième place du groupe B à l’Etoile rouge (4 points contre 3). Le Marocain est important au « Thrylos » (« Légende », surnom de l'Olympiakos), puisqu'il a déjà qualifié son club lors du dernier tour des barrages de la Ligue des champions en août. Le buteur et son équipe grecque en seizièmes de finale de la Ligue Europa en février 2020.
Pour les huitièmes de finale de finale de la Ligue Europa, sur la pelouse d’Arsenal (1-2 a.p.) il qualifie dans les dernières secondes des prolongations. Arsenal semblait avoir fait le plus dur en faisant craquer, au match aller, une formation de l’Olympiakos très difficile à manier sur sa pelouse (0-1),.

### APOEL Nicosie
Le 13 juillet 2024, Youssef El-Arabi s'engage librement à l'APOEL Nicosie, il paraphe un contrat de deux années, soit jusqu'en 2026.

### FC Nantes
Le 18 juillet 2025, Youssef El-Arabi s'engage librement au FC Nantes, il paraphe un contrat d'une année soit jusqu'en juin 2026, plus une année en option.

### Sélections nationales

#### Équipe de France de futsal des moins de 21 ans
En janvier 2008, il est sélectionné avec l'équipe de France de futsal des moins de 21 ans pour un stage de détection à Clairefontaine, en préparation des éliminatoires du premier Euro de la catégorie organisé par l'UEFA. Convaincant, il est de nouveau convoqué par Henri Émile en février, pour trois matches amicaux, puis en mars dans la liste finale des 14 joueurs retenus pour la compétition. L'équipe de France ne se qualifiera pas pour la phase finale, mais El-Arabi brillera, marquant un doublé contre la Moldavie, puis un triplé contre la Turquie.

#### Sélection marocaine
Sollicité par le Maroc pour intégrer l'équipe nationale, il déclare : « Depuis que je suis petit je rêve de jouer pour le Maroc ». Il fait ses débuts contre la République centrafricaine et marque son premier but contre le Sénégal lors d'un match amical à Dakar, match qui se termine sur le score de 2-0 en faveur du Maroc.
Le 23 mai 2014, il inscrit son premier doublé en sélection lors d'un match amical contre le Mozambique.
Lors de la double confrontation du Maroc face à l'équipe du Cap-Vert (26 et 29 mars 2016) comptant pour les Qualifications de la CAN 2017, il offre la victoire aux siens lors des deux rencontres, en marquant d'abord l'unique but du match aller (0-1) puis en signant un doublé au retour (2-0). Ainsi il assure la qualification du Maroc pour la compétition.
En novembre 2019, El-Arabi est appelé avec les Lions de l'Atlas par Vahid Halilhodžić, plus de deux ans après sa dernière sélection et entre en jeu contre la Mauritanie. Le 9 octobre 2020, il entre en jeu face au Sénégal et inscrit le troisième but du Maroc lors d'un succès 3-1 en amical. La dernière réalisation d'El-Arabi en sélection remontait à mars 2016.

## Condamnation judiciaire
Le 26 mai 2021, Youssef El-Arabi est condamné à trois ans de prison, dont un an ferme et deux ans avec sursis, et 3 000 euros d'amende par le tribunal correctionnel de Montpellier pour avoir pris part au passage à tabac de deux mineurs le 24 juin 2017.
Ce jour-là, le joueur a, en compagnie de deux de ses frères et de leur beau-frère, coursé et roué de coups deux jeunes cousins âgés de 13 et 16 ans. S'il nie les faits face aux enquêteurs, El-Arabi reconnaît néanmoins avoir donné une claque à l'un d'entre eux.

## Statistiques

### Statistiques détaillées
| Saison                | Club                  | Championnat           | Championnat | Championnat | Championnat | Coupe(s) nationale(s) | Coupe(s) nationale(s) | Coupe(s) nationale(s) | Compétition(s) continentale(s) | Compétition(s) continentale(s) | Compétition(s) continentale(s) | Compétition(s) continentale(s) | Total | Total | Total |
| Saison                | Club                  | Division              | M.          | B.          | P.d.        | M.                    | B.                    | P.d.                  | Comp.                          | M.                             | B.                             | P.d.                           | M.    | B.    | P.d.  |
| 2005-2006             | USON Mondeville       | 4                     | 4           | 0           | -           | -                     | -                     | -                     | -                              | -                              | -                              | -                              | 4     | 0     | 0     |
| 2006-2007             | USON Mondeville       | 5                     | -           | -           | -           | -                     | -                     | -                     | -                              | -                              | -                              | -                              | 0     | 0     | 0     |
| Sous-total            | Sous-total            | Sous-total            | 4           | 0           | -           | -                     | -                     | -                     | -                              | -                              | -                              | -                              | 4     | 0     | 0     |
| 2007-2008             | SM Caen B             | 4                     | 23          | 1           | -           | -                     | -                     | -                     | -                              | -                              | -                              | -                              | 23    | 1     | 0     |
| 2008-2009             | SM Caen B             | 4                     | 25          | 12          | -           | -                     | -                     | -                     | -                              | -                              | -                              | -                              | 25    | 12    | 0     |
| Sous-total            | Sous-total            | Sous-total            | 48          | 13          | -           | -                     | -                     | -                     | -                              | -                              | -                              | -                              | 48    | 13    | 0     |
| 2008-2009             | SM Caen               | 1                     | 3           | 0           | 0           | 0                     | 0                     | 0                     | -                              | -                              | -                              | -                              | 3     | 0     | 0     |
| 2009-2010             | SM Caen               | 2                     | 34          | 11          | 8           | 3                     | 2                     | 0                     | -                              | -                              | -                              | -                              | 37    | 13    | 8     |
| 2010-2011             | SM Caen               | 1                     | 38          | 17          | 4           | 1                     | 0                     | 0                     | -                              | -                              | -                              | -                              | 39    | 17    | 4     |
| Sous-total            | Sous-total            | Sous-total            | 75          | 28          | 12          | 4                     | 2                     | 0                     | -                              | -                              | -                              | -                              | 79    | 30    | 12    |
| 2011-2012             | Al-Hilal FC           | 1                     | 21          | 12          | 4           | 5                     | 0                     | 0                     | AFC                            | 6                              | 4                              | 1                              | 32    | 16    | 5     |
| 2012-2013             | Granada CF            | 1                     | 31          | 8           | 1           | 1                     | 0                     | 0                     | -                              | -                              | -                              | -                              | 32    | 8     | 1     |
| 2013-2014             | Granada CF            | 1                     | 36          | 12          | 2           | 0                     | 0                     | 0                     | -                              | -                              | -                              | -                              | 36    | 12    | 2     |
| 2014-2015             | Granada CF            | 1                     | 28          | 8           | 2           | 0                     | 0                     | 0                     | -                              | -                              | -                              | -                              | 28    | 8     | 2     |
| 2015-2016             | Granada CF            | 1                     | 35          | 16          | 2           | 3                     | 1                     | 0                     | -                              | -                              | -                              | -                              | 38    | 17    | 2     |
| Sous-total Granada CF | Sous-total Granada CF | Sous-total Granada CF | 130         | 44          | 7           | 4                     | 1                     | 0                     | -                              | -                              | -                              | -                              | 134   | 45    | 7     |
| 2016-2017             | Lekhwiya              | 1                     | 18          | 24          | 4           | 1                     | 1                     | 0                     | AFC                            | 4                              | 3                              | 0                              | 23    | 28    | 4     |
| 2017-2018             | Al-Duhail SC          | 1                     | 20          | 26          | 4           | 8                     | 10                    | 0                     | AFC                            | 9                              | 9                              | 3                              | 37    | 45    | 7     |
| 2018-2019             | Al-Duhail SC          | 1                     | 22          | 26          | 0           | 1                     | 0                     | 0                     | AFC                            | 6                              | 4                              | 0                              | 29    | 30    | 0     |
| Sous-total            | Sous-total            | Sous-total            | 60          | 76          | 8           | 10                    | 11                    | 0                     | -                              | 19                             | 16                             | 3                              | 89    | 103   | 11    |
| 2019-2020             | Olympiakos            | 1                     | 34          | 20          | 7           | 4                     | 0                     | 0                     | C1+C3                          | 9+4                            | 5+2                            | 0+0                            | 51    | 27    | 7     |
| 2020-2021             | Olympiakos            | 1                     | 33          | 22          | 6           | 4                     | 2                     | 1                     | C1+C3                          | 7+4                            | 1+3                            | 0+0                            | 48    | 28    | 7     |
| 2021-2022             | Olympiakos            | 1                     | 34          | 16          | 4           | 4                     | 2                     | 0                     | C1+C3                          | 3+10                           | 1+4                            | 0+0                            | 51    | 23    | 4     |
| 2022-2023             | Olympiakos            | 1                     | 18          | 4           | 3           | 2                     | 2                     | 0                     | C3                             | 8                              | 2                              | 0                              | 28    | 8     | 3     |
| Sous-total            | Sous-total            | Sous-total            | 119         | 62          | 18          | 15                    | 6                     | 1                     | -                              | 45                             | 18                             | 0                              | 179   | 86    | 19    |
| Total sur la carrière | Total sur la carrière | Total sur la carrière | 458         | 235         | 49          | 38                    | 19                    | 1                     | -                              | 70                             | 38                             | 4                              | 566   | 292   | 54    |

### Matchs internationaux
La liste ci-dessous dénombre les rencontres de l'équipe du Maroc auxquelles Youssef El-Arabi a pris part. Le match amical du 9 janvier 2017 contre la Finlande n'est pas affiché car il s'agit d'un amical non-FIFA.

### Buts internationaux
| Buts internationaux de Youssef El-Arabi | Buts internationaux de Youssef El-Arabi | Buts internationaux de Youssef El-Arabi                  | Buts internationaux de Youssef El-Arabi | Buts internationaux de Youssef El-Arabi | Buts internationaux de Youssef El-Arabi | Buts internationaux de Youssef El-Arabi |
|                                         | Date                                    | Lieu                                                     | Adversaire                              | Score                                   | Résultat                                | Compétition                             |
| --------------------------------------- | --------------------------------------- | -------------------------------------------------------- | --------------------------------------- | --------------------------------------- | --------------------------------------- | --------------------------------------- |
| 1                                       | 10 août 2011                            | Stade Léopold Sédar Senghor, Dakar (Sénégal)             | Sénégal                                 | 0-2                                     | 0-2                                     | Match amical                            |
| 2                                       | 29 février 2012                         | Stade de Marrakech, Marrakech (Maroc)                    | Burkina Faso                            | 2-0                                     | 2-0                                     | Match amical                            |
| 3                                       | 13 octobre 2012                         | Stade de Marrakech, Marrakech (Maroc)                    | Mozambique                              | 3-0                                     | 4-0                                     | Qualifications CAN 2013                 |
| 4                                       | 23 janvier 2013                         | Stade Moses-Mabhida, Durban (Afrique du Sud)             | Cap-Vert                                | 1-1                                     | 1-1                                     | CAN 2013                                |
| 5                                       | 24 mars 2013                            | Benjamin Mkapa National Stadium, Dar es Salam (Tanzanie) | Tanzanie                                | 3-1                                     | 3-1                                     | Qualifications Coupe du monde 2014      |
| 6                                       | 8 juin 2013                             | Stade de Marrakech, Marrakech (Maroc)                    | Tanzanie                                | 2-0                                     | 2-1                                     | Qualifications Coupe du monde 2014      |
| 7                                       | 7 septembre 2013                        | Stade Félix-Houphouët-Boigny, Abidjan (Côte d'Ivoire)    | Côte d'Ivoire                           | 1-0                                     | 1-1                                     | Qualifications Coupe du monde 2014      |
| 8                                       | 5 mars 2014                             | Stade de Marrakech, Marrakech (Maroc)                    | Gabon                                   | 1-0                                     | 1-1                                     | Match amical                            |
| 9                                       | 23 mai 2014                             | Campo de São Luís, Faro (Portugal)                       | Mozambique                              | 2-0                                     | 4-0                                     | Match amical                            |
| 10                                      | 23 mai 2014                             | Campo de São Luís, Faro (Portugal)                       | Mozambique                              | 4-0                                     | 4-0                                     | Match amical                            |
| 11                                      | 5 septembre 2015                        | Estádio Nacional 12 de Julho, São Tomé                   | Sao Tomé-et-Principe                    | 0-3                                     | 0-3                                     | Qualifications CAN 2017                 |
| 12                                      | 12 novembre 2015                        | Stade Adrar, Agadir (Maroc)                              | Guinée équatoriale                      | 1-0                                     | 2-0                                     | Qualifications Coupe du monde 2018      |
| 13                                      | 26 mars 2016                            | Estádio Nacional de Cabo Verde, Praia (Cap-Vert)         | Cap-Vert                                | 0-1                                     | 0-1                                     | Qualifications CAN 2017                 |
| 14                                      | 29 mars 2016                            | Stade de Marrakech, Marrakech (Maroc)                    | Cap-Vert                                | 1-0                                     | 2-0                                     | Qualifications CAN 2017                 |
| 15                                      | 29 mars 2016                            | Stade de Marrakech, Marrakech (Maroc)                    | Cap-Vert                                | 2-0                                     | 2-0                                     | Qualifications CAN 2017                 |
| 16                                      | 9 octobre 2020                          | Complexe sportif Moulay-Abdallah, Rabat (Maroc)          | Sénégal                                 | 3-0                                     | 3-1                                     | Match amical                            |

## Palmarès

### En club
| Al-Duhail SC (6) | Olympiakos (5) | APOEL Nicosie (1)                             | Stade Caen (1)                  | Al-Hilal Riyad (1)                               |
| --- | --- | --------------------------------------------- | ------------------------------- | ------------------------------------------------ |
| - Championnat du Qatar (2) - Champion : 2017, 2018 - Coupe du Qatar (1) - Vainqueur : 2018 - Coupe Crown Prince de Qatar (2) - Vainqueur : 2018, 2019 - Coupe Sheikh Jassem du Qatar (1) - Vainqueur : 2016 | - Championnat de Grèce (3) - Champion : 2020, 2021, 2022 - Coupe de Grèce (1) - Vainqueur : 2020 - Finaliste : 2021 - Ligue Europa Conférence (1) - Vainqueur : 2024 | - Supercoupe de Chypre (1) - Vainqueur : 2024 | - Ligue 2 (1) - Champion : 2010 | - Coupe d'Arabie saoudite (1) - Vainqueur : 2012 |

### Distinctions personnelles
- Meilleur buteur du Championnat du Qatar en 2017 (24 buts) et 2018 (26 buts).
- Meilleur buteur du Championnat de Grèce en 2020 (20 buts) et 2021 (22 buts).
- Membre d'équipe-type de la Ligue des champions de l'AFC 2018.
- Membre d'équipe-type du Championnat de Grèce 2020 et 2021.
- Joueur de l'année de L'Olympiakos (3): 2020, 2021 et 2022.
- Meilleur joueur du Championnat de Grèce 2020–21.
- Meilleur joueur étranger et meilleur buteur du Championnat de Grèce en 2020 et 2021.
- Membre de l'équipe-type de la Superleague par le CIES en 2022.
- Meilleur buteur du Championnat de Chypre en 2025 (13 buts).